# Текаєв Борис Ілліч
Борис Ілліч Текаєв (1908, місто Александрополь Еріванської губернії, тепер місто Ґюмрі, Вірменія — лютий 1980, місто Тбілісі, тепер Грузія) — радянський діяч органів державної безпеки, народний комісар (міністр) внутрішніх справ Північно-Осетинської АРСР, генерал-майор. Депутат Верховної ради СРСР 2-го скликання.

## Біографія
Народився в родині селянина, батько потім працював стрілочником на залізниці. У 1928 році закінчив трудову школу.
У жовтні 1929 — червні 1930 року — завідувач трудової 4-класної школи села Згудері Хашурського району Грузинської РСР.
З липня 1930 до травня 1931 року навчався в Закавказькому гідротехнікумі, закінчив перший курс.
У травні 1931 — грудні 1933 року — співробітник Чіатурського районного відділу ДПУ Грузинської РСР. У грудні 1933 — червні 1937 року — співробітник Боржомського районного відділу ДПУ-НКВС Грузинської РСР. У червні 1937 — січні 1938 року — оперуповноважений Тквібульського районного відділу НКВС Грузинської РСР.
У січні 1938 — лютому 1939 року — заступник начальника Управління НКВС по Південно-Осетинській автономній області.
Член ВКП(б) з грудня 1938 року.
У лютому 1939 — березні 1941 року — заступник народного комісара внутрішніх справ Північно-Осетинської АРСР. У березні — серпні 1941 року — заступник народного комісара державної безпеки Північно-Осетинської АРСР. У серпні 1941 — грудні 1942 року — заступник народного комісара внутрішніх справ Північно-Осетинської АРСР.
12 грудня 1942 — 18 лютого 1948 року — народний комісар (міністр) внутрішніх справ Північно-Осетинської АРСР.
У березні 1948 — 27 грудня 1950 року — начальник Управління НКВС по Південно-Осетинській автономній області.
17 січня 1951 — 21 лютого 1952 року — начальник відділу охорони та заступник начальника Управління виправно-трудових таборів і колоній МВС Грузинської РСР. З січня 1952 до квітня 1953 року — начальник відділу МВС Грузинської РСР.
У 1952 році заочно закінчив Тбіліський державний університет.
6 червня 1953 — 2 листопада 1954 року — заступник начальника Управління міліції МВС Грузинської РСР.
2 листопада 1954 року звільнений з органів МВС «за фактами дискредитації». З листопада 1954 до жовтня 1955 року — пенсіонер у місті Тбілісі. У жовтні 1955 — березні 1956 року — начальник райжитлоуправління Жовтневого району міста Тбілісі. З березня 1956 до серпня 1957 року — пенсіонер у місті Тбілісі.
У серпні 1957 — січні 1958 року — начальник об'єднаного відділу охорони управлінь вугільної, нафтової та гірничорудної промисловості Ради народного господарства Грузинської РСР. У січні 1958 — жовтні 1963 року — начальник штабу воєнізованої охорони (ВОХР) 1-го відділу Ради народного господарства Грузинської РСР.
У жовтні 1963 — грудні 1965 року — старший інженер Ради народного господарства Грузинської РСР. У грудні 1965 — квітні 1968 року — старший інженер Державного спеціального конструкторського бюро із сільськогосподарської техніки в Тбілісі. У квітні 1968 — квітні 1971 року — керівник групи виробничо-технічного відділу Державного спеціального конструкторського бюро із сільськогосподарської техніки. З квітня до жовтня 1971 року — інженер Всесоюзного науково-дослідного інституту «Міськсільмаш» у Тбілісі.
У жовтні 1971 — лютому 1972 року — начальник навігаційно-технічного відділу центральної ради Товариства порятунку на водах Грузії в Тбілісі. У лютому 1972 — лютому 1977 року — заступник начальника вантажного зонального управління лотереї «Спортлото» в Тбілісі.
З лютого 1977 року — пенсіонер у місті Тбілісі. Помер у лютому 1980 року в Тбілісі.

## Звання
- молодший лейтенант державної безпеки (13.01.1936)
- старший лейтенант державної безпеки (13.05.1939)
- капітан державної безпеки (30.08.1940)
- майор державної безпеки (8.10.1942)
- полковник державної безпеки (14.02.1943)
- комісар державної безпеки (12.05.1943)
- генерал-майор (9.07.1945 — 27.08.1956) — позбавлений звання генерал-майора постановою РМ СРСР № 1204-617с «як такий, що дискредитував себе за час роботи в органах МВС і негідний у зв'язку з цим високого звання генерала».

## Нагороди
- два ордени Червоного Прапора (8.03.1944, 20.03.1952)
- орден Вітчизняної війни І ст. (7.07.1941)
- два ордени Червоної Зірки (12.01.1943, 21.05.1947)
- орден «Знак Пошани» (2.07.1942)
- медаль «За відвагу»
- медаль «За перемогу над Німеччиною у Великій Вітчизняній війні 1941—1945 рр.» (1945)
- сім медалей
- знак «Заслужений працівник НКВС» (4.02.1942)